# Teritucme
Teritucme (in greco antico: Τεριτούχμης?, Teritoùchmes; metà V secolo a.C. – inizio IV secolo a.C.) è stato un satrapo persiano dell'Ircania alla fine del V secolo a.C..

## Biografia
Era figlio di Idarne, al quale il re persiano Dario II aveva dato la satrapia di Ircania. L'alleanza era stata sancita con il matrimonio della figlia di Dario,  Amestris, con Teritucme, mentre la figlia di Idarne, Stateira, era stata data in sposa al figlio di Dario, Arsace (in seguito suo successore come Artaserse II). Teritucme, succedendo al padre nel governo della satrapia, si ribellò a Dario e mise a morte Amestris. La reazione di Dario consistette nel mettere a morte tutta la sua famiglia, ad eccezione della propria nuora. La vicenda è narrata nei Persica di Ctesia.
Secondo il racconto di Ctesia
Teritucme, innamoratosi della propria sorella, Rossane, avrebbe progettato di uccidere la moglie Amestris chiudendola in un sacco e facendola colpire da trecento uomini. Sarebbe stato tuttavia tradito e ucciso da Udiaste, che lo sostituì quindi a capo della satrapia. Il figlio di Udiaste, Mitridate, rimase invece fedele al figlio di Teritucme, ribellandosi al proprio padre.
Per volere della regina Parisatide, la famiglia di Teritucme venne sterminata: furono seppelliti vivi la madre, i fratelli Metroste ed Elico e due sorelle, mentre Rossane venne suppliziata segandola a metà. Il medesimo supplizio era destinato anche a Stateira, che venne invece risparmiata per intercessione di suo marito.
Quando Arsace salì al trono come Artaserse, dopo la morte del padre, influenzato da Stateira, fece uccidere Udiaste e creò al suo posto satrapo dell'Ircania il figlio che gli si era ribellato, Mitridate.